# Biathlon na Zimowych Igrzyskach Olimpijskich 1980 – sztafeta
Biathlonowa sztafeta na Zimowych Igrzyskach Olimpijskich 1980 na dystansie 4x7,5 km odbyła się 22 lutego. Była to trzecia i ostatnia konkurencja biathlonowa podczas tych igrzysk. Zawody odbyły się na trasach kompleksie olimpijskim w Lake Placid. Do biegu zostało zgłoszonych 15 reprezentacji. 
Tytuł mistrzów olimpijskich obroniła reprezentacja ZSRR, dla której było to trzecie zwycięstwo z rzędu. Wicemistrzami olimpijskimi zostali reprezentanci NRD, a brązowy medal wywalczyli zawodnicy z RFN.

## Wyniki
| Pozycja | Nr | Reprezentacja                                                                         | Czas                                           | Strzelanie                                 | Strata    |
| ------- | -- | ------------------------------------------------------------------------------------- | ---------------------------------------------- | ------------------------------------------ | --------- |
|         | 13 | ZSRR · Władimir Alikin · Aleksandr Tichonow · Władimir Barnaszow · Anatolij Alabjew   | 1:34:03,27 22:40,71 23:44,60 23:48,36 23:49,60 | 0+4 0+8 0+1 0+1 0+0 0+3 0+3 0+1            | –         |
|         | 11 | NRD · Mathias Jung · Klaus Siebert · Frank Ullrich · Eberhard Rösch                   | 1:34:56,99 23:03,85 24:47,64 23:01,26 24:04,24 | 1+6 2+12 0+0 0+3 1+3 1+3 0+1 0+3 0+2 1+3   | +53,72    |
|         | 14 | RFN · Franz Bernreiter · Hansi Estner · Peter Angerer · Gerhard Winkler               | 1:37:30,26 24:53,58 24:31,97 23:31,20 24:33,51 | 0+4 2+11 0+0 2+3 0+1 0+3 0+2 0+2 0+1 0+3   | +3:26,99  |
| 4       | 8  | Norwegia · Svein Engen · Kjell Søbak · Odd Lirhus · Sigleif Johansen                  | 1:38:11,76 24:52,10 24:03,15 24:08,66 25:07,85 | 0+7 3+10 0+2 1+3 0+2 0+3 0+0 2+3 0+3 0+1   | +4:08,49  |
| 5       | 1  | Francja · Yvon Mougel · Denis Sandona · André Geourjon · Christian Poirot             | 1:38:23,36 23:30,07 25:14,71 24:44,46 24:54,12 | 0+5 0+10 0+0 0+2 0+2 0+3 0+2 0+2 0+1 0+3   | +4:20,09  |
| 6       | 10 | Austria · Rudolf Horn · Franz-Josef Weber · Josef Koll · Alfred Eder                  | 1:38:32,02 23:59,95 25:56,99 24:37,12 23:57,96 | 0+3 4+8 0+2 0+3 0+0 4+3 0+1 0+1 0+0 0+1    | +4:28,75  |
| 7       | 7  | Finlandia · Keijo Kuntola · Erkki Antila · Kari Saarela · Raimo Seppänen              | 1:38:50,84 24:18,98 25:04,17 24:14,45 25:13,24 | 0+5 6+10 0+1 1+3 0+2 3+3 0+2 0+1 0+0 2+3   | +4:47,57  |
| 8       | 4  | Stany Zjednoczone · Martin Hagen · Lyle Nelson · Donald Nielsen Jr · Peter Hoag Jr    | 1:39:24,29 24:25,46 24:43,61 24:31,29 25:43,93 | 0+5 0+8 0+1 0+2 0+2 0+3 0+1 0+1 0+1 0+2    | +5:21,02  |
| 9       | 9  | Włochy · Arduino Tiraboschi · Adriano Darioli · Celestino Midali · Luigi Weiss        | 1:40:20,79 24:15,71 24:27,55 25:45,94 25:51,59 | 2+8 0+7 0+1 0+2 1+3 0+1 1+3 0+2            | +6:17,52  |
| 10      | 6  | Szwecja · Sven Fahlén · Per Andersson · Sören Wikström · Ronnie Adolfsson             | 1:40:44,62 25:46,60 25:06,56 24:11,80 25:39,66 | 0+7 6+9 0+3 3+3 0+0 1+3 0+2 0+0 0+2 2+3    | +6:41,35  |
| 11      | 3  | Czechosłowacja · Josef Skalník · Jaromír Šimůnek · Peter Zelinka · Zdeněk Hák         | 1:41:48,62 24:31,88 29:37,41 23:55,70 23:43,63 | 1+5 3+5 1+3 0+2 0+0 3+2 0+2 0+1 0+0 0+0    | +7:45,35  |
| 12      | 5  | Wielka Brytania · Graeme Ferguson · Keith Oliver · Jim Wood · Paul Gibbins            | 1:42:10,59 24:43,63 25:39,61 26:47,14 25:00,21 | 0+6 2+8 0+2 0+0 0+2 0+3 0+1 2+3 0+1 0+2    | +8:07,32  |
| 13      | 2  | Japonia · Hiroyuki Deguchi · Masaichi Kinoshita · Takashi Shibata · Tsusumisa Kikuchi | 1:45:53,98 25:22,57 25:22,90 28:07,32 27:01,19 | 1+7 6+9 1+3 0+2 0+2 0+1 0+2 5+3 0+0 1+3    | +11:50,71 |
| 14      | 15 | Chiny · Song Yongjun · Ying Zhenshan · Li Xiaoming · Wang Yumjie                      | 2:01:33,36 27:06,27 29:22,07 30:39,59 34:25,43 | 10+10 8+12 0+1 0+3 3+3 3+3 2+3 2+3 5+3 3+3 | +27:30,09 |
| -       | 12 | Argentyna · Luis Ríos · Jorge Salas · Raúl Abella · Demetrio Velázquez                | DNF                                            | DNF                                        | DNF       |